# قاي كيالا
قاي كيالا هو مدرب كرة قدم ولاعب كرة قدم بلجيكي في مركز الهجوم، ولد في 16 أبريل 1969 في كاليمي ‏ في جمهورية الكونغو الديمقراطية. لعب مع سريع ميشيلين وفيربرويديرينغ غيل.